# Fortaleza dos Reis Magos de Goa

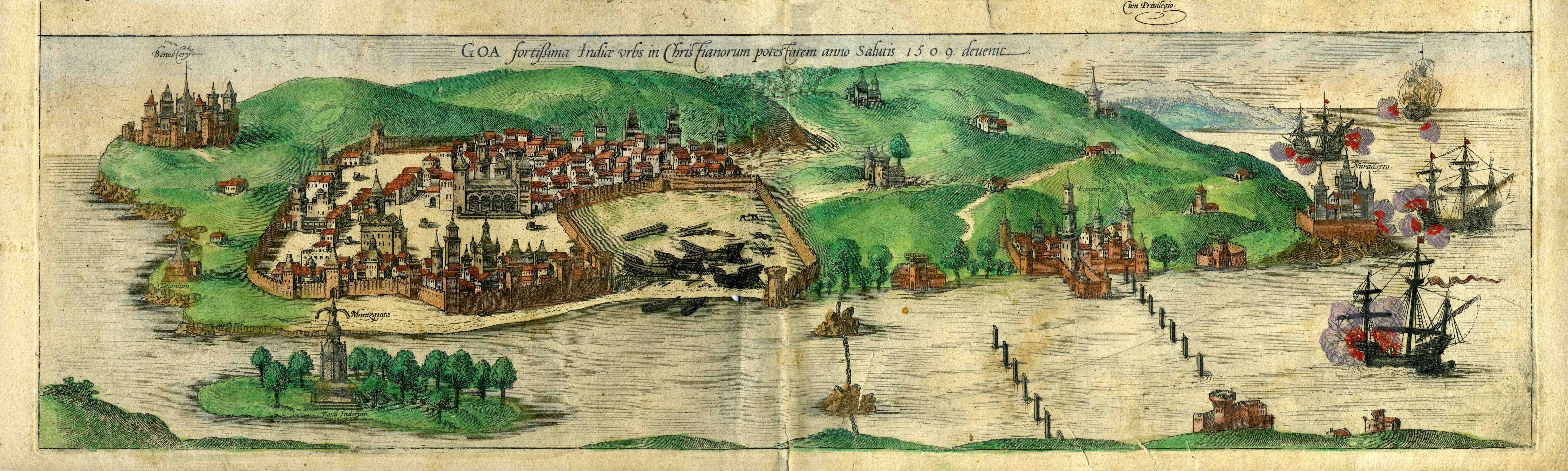
Ilustração de Goa, no atlas Civitates orbis terrarum, de Braun e Hogenberg, 1600

A Fortaleza dos Reis Magos de Goa, também referida como Fortaleza de Bardez, localiza-se na localidade homónima, na taluka (concelho) de Bardez, distrito de Goa Norte, estado de Goa, na costa oeste da Índia.
Goa foi conquistada pelo segundo vice-rei do Estado Português da Índia, D. Afonso de Albuquerque, durante a sua segunda ofensiva, em 25 de Novembro de 1510. Foi por ele escolhida para sediar a capital do Vice-reino da Índia, devido à excelência da sua posição, facilmente defensável quer pelo lado de terra e quer lado do mar. Para esse fim, iniciou uma primeira fortificação - o chamado "Forte Velho de Goa", cujas obras são atribuídas ao Mestre de Pedraria Tomás Fernandes. A ela sucederam-se a Fortaleza dos Reis Magos e diversas linhas de defesa abaluartadas. Nas décadas seguintes a cidade passou a ser defendida por uma muralha e por um conjunto de fortificações, articuladas entre si, onde se destacavam a Fortaleza da Aguada, o Forte de Nossa Senhora do Cabo e o  Forte de Pangim.

## História
A fortaleza foi originalmente um posto militar mandado construir em 1493 por Adil Xá (Hidalcão nas crónicas portuguesas), sultão de Bijapur. Depois de Bardez ter sido conquistado pelos portugueses em 1541, estes construíram a fortaleza , juntamente com a igreja,[a] durante o governo do vice-rei D. Afonso de Noronha (r. 1551–1554).
Sofreu um ataque em 1570. A couraça pelo lado do rio, é posterior, erguida por determinação do vice-rei Manuel de Souza Coutinho (r. 1588–1591). Deteriorado pelo tempo e pelos elementos, foi inteiramente reconstruída a partir de 1703, conseguindo resistir com sucesso ao ataque dos Maratas, em 1739. Na sua defesa tomaram parte ativa os franciscanos, tendo diversos deles perecido em combate.
A partir de 1900, quando já tinha perdido o seu papel defensivo, foi usado como prisão, até ser abandonado em 1993. A partir daí começou a ficar arruinado, apesar de ter estar legalmente sob proteção do governo de Goa desde 1983. Em 2008 foram iniciadas obras de restauro, financiadas pelo governo de Goa, pelo fundo sediado no Reino Unido Helen Hamlyn Trus e pelo Indian National Trust for Art and Cultural Heritage (INTACH), uma organização não governamental que se dedica ao restauro de monumentos. A fortaleza é atualmente um centro cultural e uma atração turística.[a]

## Características
A fortaleza é adjacente ao Colégio dos Reis Magos, fundado em 1555 pelos franciscanos, que a partir dessa instituição irradiaram o seu trabalho missionário na provícia de Bardez. Possui uma escadaria íngreme, murada de ambos os lados, que a comunica com o cais. Tem também a sua fonte de água.